# Tipula (Lunatipula) mellea
Tipula (Lunatipula) mellea is een tweevleugelige uit de familie langpootmuggen (Tipulidae). De soort komt voor in het Palearctisch gebied.